# Uromyces setariae-italicae
Uromyces setariae-italicae ist eine Ständerpilzart aus der Ordnung der Rostpilze (Pucciniales). Der Pilz ist ein Endoparasit von Kordien sowie diverser Süßgräser. Symptome des Befalls durch die Art sind Rostflecken und Pusteln auf den Blattoberflächen der Wirtspflanzen. Sie ist weltweit verbreitet.

## Merkmale

### Makroskopische Merkmale
Uromyces setariae-italicae ist mit bloßem Auge nur anhand der auf der Oberfläche des Wirtes hervortretenden Sporenlager zu erkennen. Sie wachsen in Nestern, die als gelbliche bis braune Flecken und Pusteln auf den Blattoberflächen erscheinen.

### Mikroskopische Merkmale
Das Myzel von Uromyces setariae-italicae wächst wie bei allen Uromyces-Arten interzellulär und bildet Saugfäden, die in das Speichergewebe des Wirtes wachsen. Die Aecien der Art besitzen 20–27 × 18–23 µm große, kugelige bis ellipsoid, hyaline Aeciosporen mit warziger Oberfläche. Die zimtbraunen Uredien des Pilzes wachsen beidseitig auf den Wirtsblättern. Ihre ebenfalls zimtbraunen Uredosporen sind 27–33 × 23–28 µm groß, breit eiförmig bis ellipsoid und stachelwarzig. Die beidseitig wachsenden Telien der Art sind schwärzlich, unscheinbar und bedeckt. Die hell kastanienbraunen Teliosporen sind einzellig, meist eckig kugelig bis eiförmig und 18–25 × 16–20 µm groß. Ihre Stiele sind farblos und bis zu 20 µm lang.

## Verbreitung
Das bekannte Verbreitungsgebiet von Uromyces setariae-italicae umfasst die warmen Regionen der ganzen Welt.

## Ökologie und Bedeutung
Die Wirtspflanzen von Uromyces setariae-italicae sind für den Haplonten Kordien (Cordia spp.) sowie Süßgräser der Gattungen Brachiaria, Cyrtococcum, Eriochloa, Melinis, Ottochloa, Panicum, Paspalidium, Pennisetum, Setaria, Stenotaphrum und Urochloa für den Dikaryonten. Der Pilz ernährt sich von den im Speichergewebe der Pflanzen vorhandenen Nährstoffen, seine Sporenlager brechen später durch die Blattoberfläche und setzen Sporen frei. Die Art verfügt über einen Entwicklungszyklus mit Spermogonien, Aecien, Telien und Uredien und vollzieht einen Wirtswechsel.
Wirtschaftlich bedeutend ist sein Vorkommen auf Kolbenhirse.